# Comcast Center
Comcast Center is een Amerikaanse wolkenkrabber gelegen in het stadsdeel Center City van de stad Philadelphia in de staat Pennsylvania. Met zijn hoogte van 297 meter is het gebouw het hoogste van Philadelphia en staat het op de zeventiende plaats van de Lijst van hoogste gebouwen van de Verenigde Staten.
De toren is ontworpen door Amerikaanse architect Robert A. M. Stern. De eerste plannen van het gebouw stammen uit 2001. De bouw vond plaats van 2005 tot 2008. Het gebouw werd op 6 juni 2008 officieel geopend.
In de lobby van het hotel staat een Full HD led-televisie van 190 m², dat is uitgegroeid tot toeristische attractie.

## Foto's

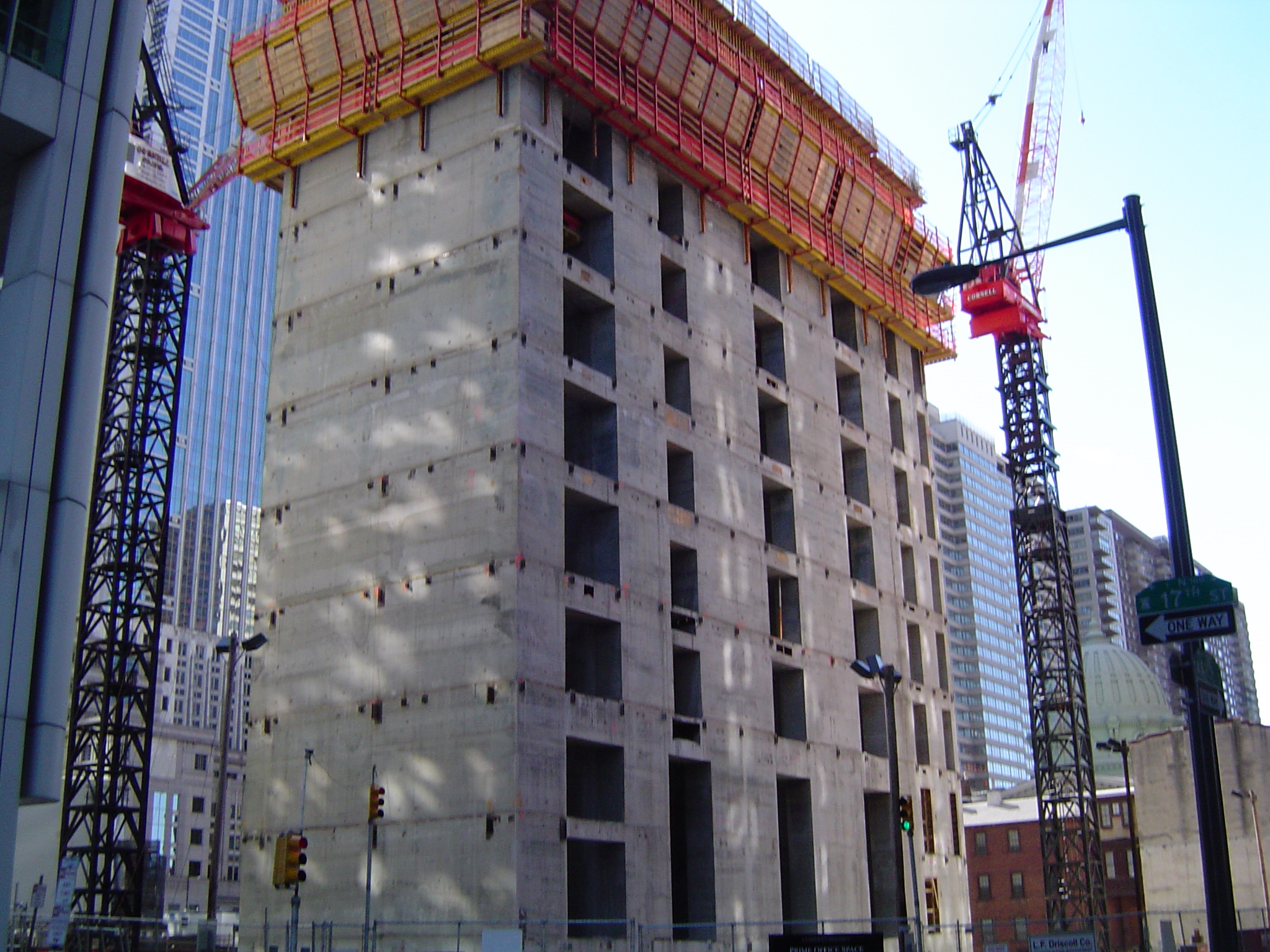
Bouw in 2006
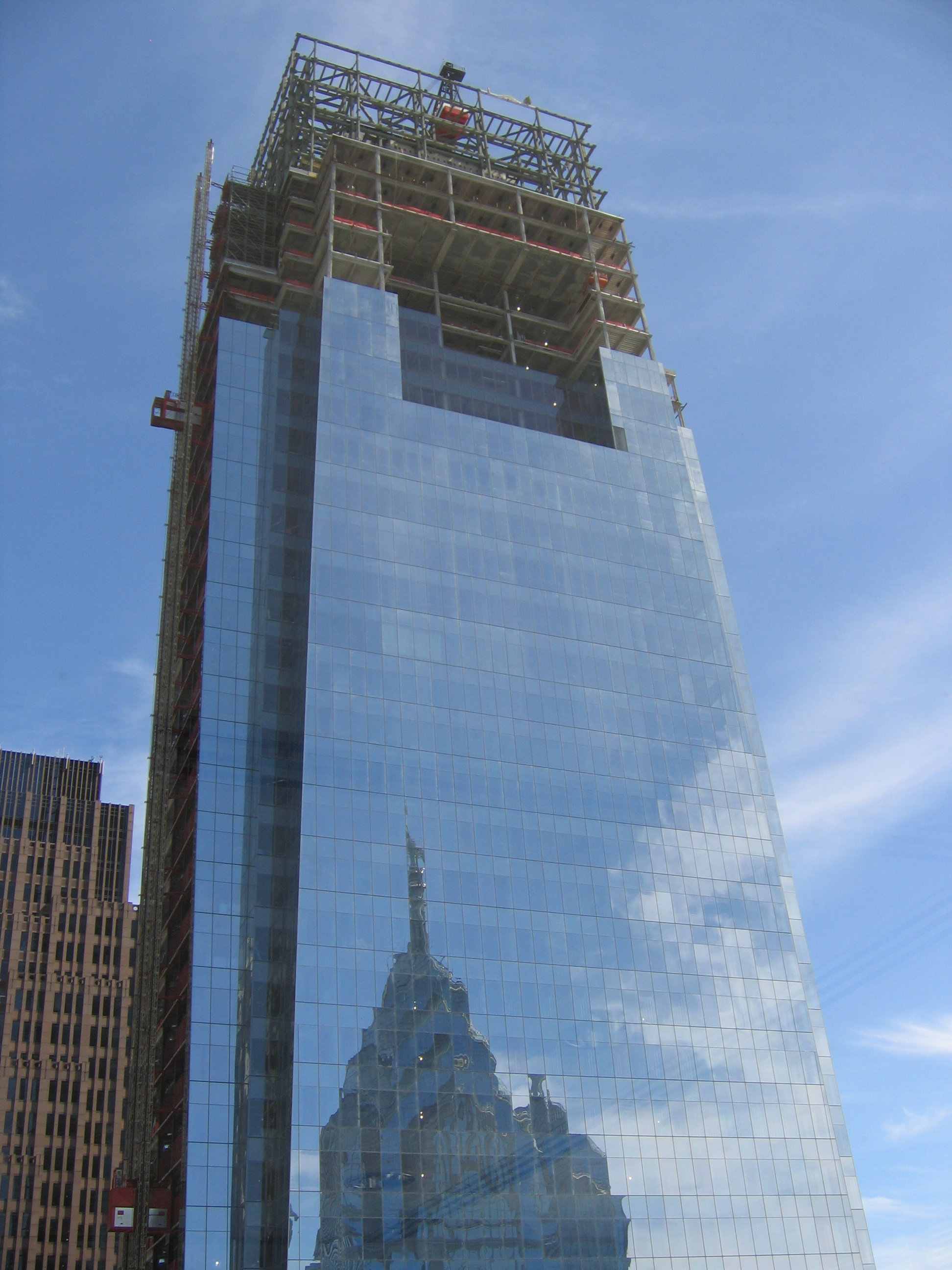
Bouw in 2007
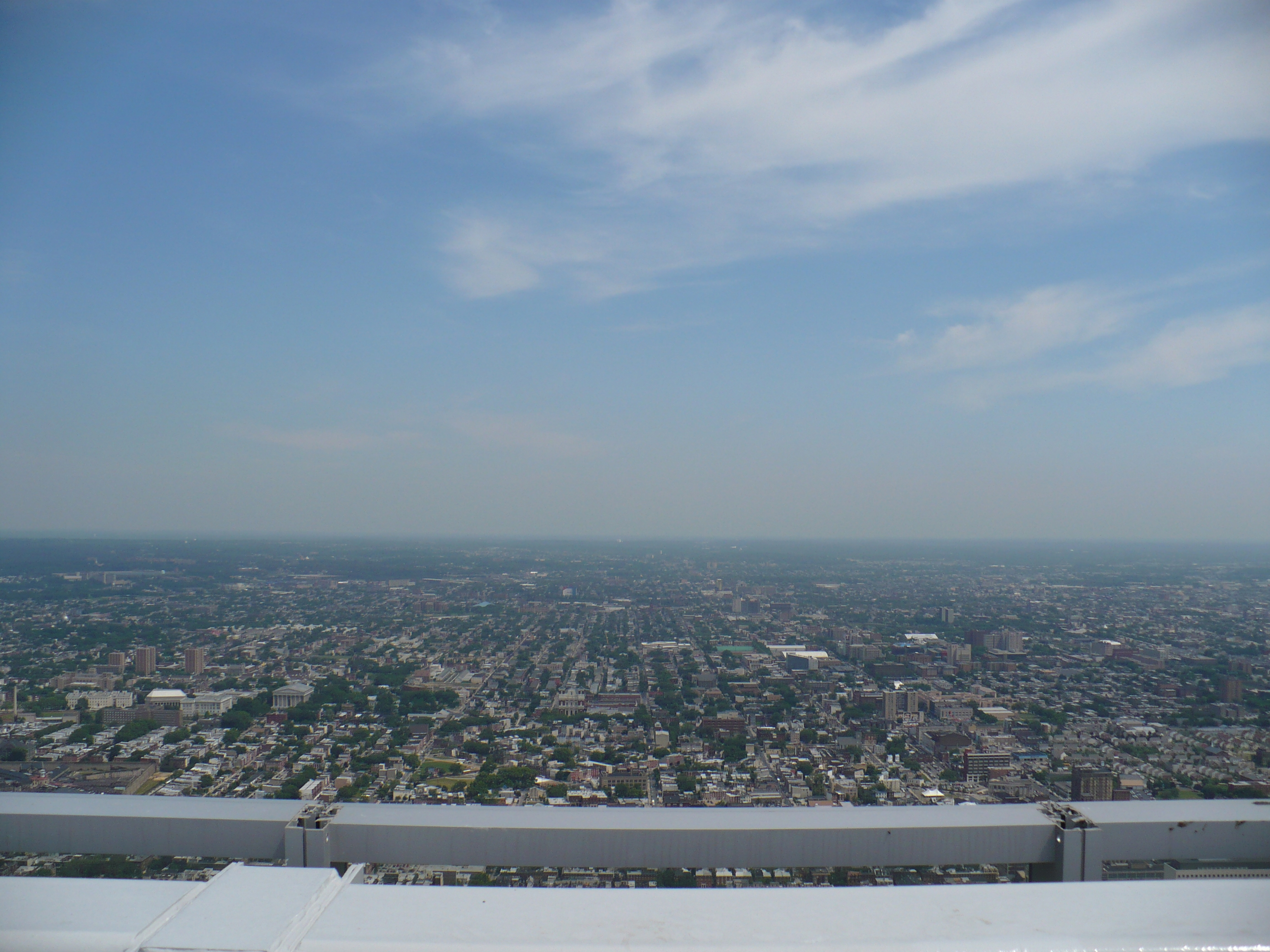
Uitzicht naar het noorden